# Конвой PQ 7
Конвой PQ 7 (англ. Convoy PQ 7) — арктичний конвой транспортних суден у кількості 11 одиниць, що складався з двох частин PQ 7a і PQ 7b, які прямували з різницею у кілька днів у супроводженні союзних кораблів ескорту з Ісландії до радянського порту Мурманська. 26 грудня 1941 року перша частина конвою PQ 7a вийшла з Гваль-фіорду і прибула до Мурманська 12 січня 1942 року. Друга частина, конвой PQ 7b, вийшла 31 грудня 1941 року і прибула на день раніше, 11 січня 1942 року до пункту призначення.

## Кораблі та судна конвою PQ 7a

### Транспортні судна
Позначення
| Назва              | Прапор          | Тоннаж (GRT) | Прим.                                                                            |
| ------------------ | --------------- | ------------ | -------------------------------------------------------------------------------- |
| Cold Harbor (1920) | Панама          | 5 010        |                                                                                  |
| Waziristan (1924)  | Велика Британія | 5 135        | Судно комодора конвою. Застрягло у льоду, атаковано літаками та U-134 і затонуло |

### Кораблі ескорту
| Назва                    | Прапор                                  | Тип корабля           | Прим.        |
| ------------------------ | --------------------------------------- | --------------------- | ------------ |
| HMS Hugh Walpole (FY102) | Військово-морські сили Великої Британії | військовий траулер    | 26-27 грудня |
| HMT Ophelia (T05)        | Військово-морські сили Великої Британії | протичовновий траулер | 26-27 грудня |

## Кораблі та судна конвою PQ 7b

### Транспортні судна
Позначення
| Назва                  | Прапор          | Тоннаж (GRT) | Прим. |
| ---------------------- | --------------- | ------------ | ----- |
| Aneroid (1917)         | Панама          | 5 074        |       |
| Botavon (1912)         | Велика Британія | 5 848        |       |
| «Чернишевський» (1919) | СРСР            | 3 588        |       |
| Empire Activity (1919) | Велика Британія | 5 335        |       |
| Empire Halley (1941)   | Велика Британія | 5 335        |       |
| Empire Howard (1941)   | Велика Британія | 6 985        |       |
| Empire Redshank (1919) | Велика Британія | 6 615        |       |
| Jutland (1928)         | Велика Британія | 6 153        |       |
| Reigh Count (1907)     | Панама          | 4 657        |       |

### Кораблі ескорту
| Назва                   | Прапор                                  | Тип корабля                         | Прим.               |
| ----------------------- | --------------------------------------- | ----------------------------------- | ------------------- |
| HMS Cape Argona (FY190) | Військово-морські сили Великої Британії | протичовновий траулер               | 31 грудня — 4 січня |
| «Ікарус»                | Військово-морські сили Великої Британії | ескадрений міноносець типу «I»      | 4-11 січня          |
| «Тартар»                | Військово-морські сили Великої Британії | ескадрений міноносець типу «Трайбл» | 4-11 січня          |
| HMS Wastwater           | Військово-морські сили Великої Британії | протичовновий траулер               | 31 грудня — 4 січня |